# Richard Tyrwhitt
Pour les articles homonymes, voir Tyrwhitt.
Richard Tyrwhitt, né le 29 novembre 1844 et mort le 22 juin 1900, est une personnalité politique canadienne.

## Biographie
Richard Tyrwhitt naît le 29 novembre 1844, dans le Comté de Simcoe, au Canada-Ouest, fils de William Tyrwhitt, il fait ses études à Barrie et suit également des cours particuliers. Tyrwhitt devient fermier à Bradford. En 1870, il épouse Emma Whitaker.
Tyrwhitt est élu à la Chambre des Communes du Canada, pour la circonscription électorale de Simcoe Sud, en Ontario, lors d'une élection partielle tenue en 1882 après la mort du député actuel, William Carruthers Little. Conservateur, il est réélu aux élections générales de 1882, 1887, 1891 et 1896. Il est lieutenant-colonel au sein du 36e bataillon d'infanterie Peel, qui fait maintenant partie des Lorne Scots. Il sert pendant la Rébellion du Nord-Ouest et les raids des Fenians.
Il meurt le 22 juin 1900, alors qu'il est en fonction.